# Christian Räth
Christian Räth (* in Hamburg) ist ein deutscher Opernregisseur und Bühnenbildner.

## Leben
Räth studierte Opernregie bei Götz Friedrich und war anschließend Hospitant und Assistent von Harry Kupfer. Er profilierte sich jüngst mit der Neuproduktion eines Ring-Zyklus an der San Francisco Opera, die auch in der Washington National Opera gezeigt wurde.
Zu seinen älteren Produktionen zählen Falstaff an der Washington National Opera, Fidelio an der Dallas Opera, Roméo et Juliette an der Houston Grand Opera, Die Zauberflöte an der Oper von Kairo in Ägypten und Carmen am Grand Théâtre de Genève. Zu seinen neueren Produktionen gehören Salome am Matsumoto Festival in Japan, Ariadne auf Naxos an der Deutschen Oper Berlin und der Oper Kopenhagen, Die Walküre an der San Francisco Opera und Siegfried an der Washington National Opera.
Christian Räth bewährte sich auch für Neueinstudierungen bekannter Produktionen von L’elisir d’amore an der Mailänder Scala, Billy Budd an der Opéra Bastille in Paris und dem Royal Opera House Covent Garden, Troubadour und West Side Story bei den Bregenzer Festspielen und Luisa Miller an der Dallas Opera und dem Teatro Real de Madrid. Er hat an der Santa Fe Opera den Rosenkavalier und in Bilbao Das Rheingold inszeniert und war Teil des Regieteams von La traviata und Platée.
Räth war Mitarbeiter in Regieteams an den meisten großen Opernhäusern in ganz Europa und den USA, wie Walküre an der Washington National Opera, Porgy and Bess, Hoffmanns Erzählungen und La vie parisienne an der Opéra de Lyon.
2015 debütierte er an der Wiener Staatsoper als Regisseur des Macbeth von Giuseppe Verdi.